# تویوتا پوتر
تویوتا پوتر (Toyota Porte) خودرویی است که از سال ۲۰۰۴ تاکنون تولید شده‌است.
این خودرو در کلاس مینی ام‌پی‌وی قرار گرفته، طول آن در حالت طبیعی ۳٬۹۹۰ میلیمتر (۱۵۷٫۱ اینچ)، عرض آن در حالت طبیعی ۱٬۶۹۰ میلیمتر (۶۶٫۵ اینچ) و ارتفاع آن در حالت طبیعی ۱٬۷۲۰ میلیمتر (۶۷٫۷ اینچ) است.